# 孟學孔
孟学孔（？—？），字习鲁，河南开封府郑州人。清朝政治人物、同进士出身。

## 生平
顺治二年（1645），乡试中举；顺治三年，登进士三甲，初任山东东昌府同知。顺治九年，改福建建宁府知府。曾参修《郑州志》。